# Saint-Benoît-des-Ombres
Saint-Benoît-des-Ombres – miejscowość i gmina we Francji, w regionie Normandia, w departamencie Eure.
Według danych na rok 1990 gminę zamieszkiwało 101 osób, a gęstość zaludnienia wynosiła 28 osób/km² (wśród 1421 gmin Górnej Normandii Saint-Benoît-des-Ombres plasuje się na 795. miejscu pod względem liczby ludności, natomiast pod względem powierzchni na miejscu 800.).